# مونروي (ماساتشوستس)
مونروي (بالإنجليزية: Monroe, Massachusetts)‏ هي معلم جغرافي تقع في الولايات المتحدة في مقاطعة فرانكلين (ماساتشوستس). يقدر عدد سكانها بـ 121 نسمة ومساحتها 27.9 كم2 .

## معرض صور

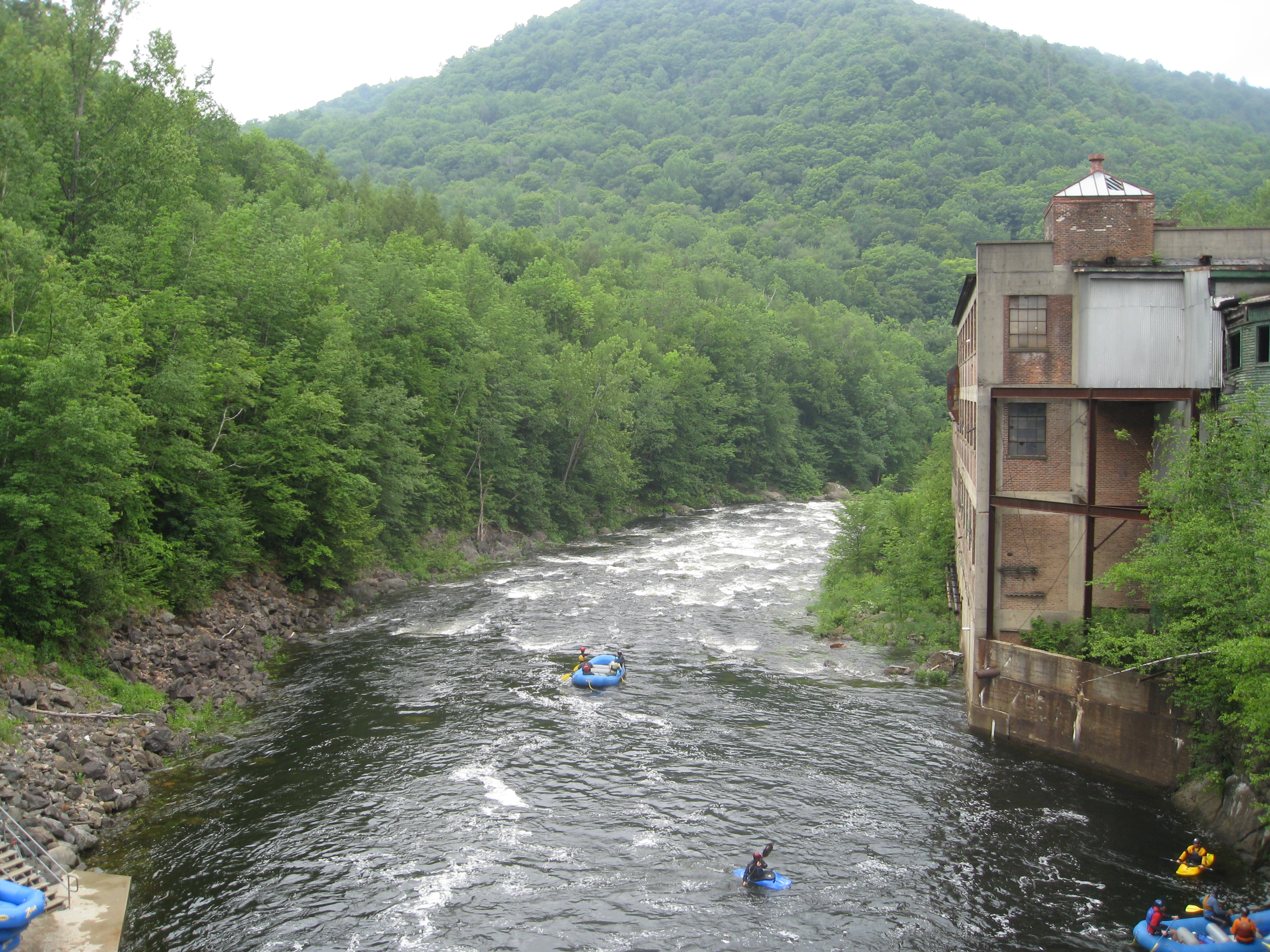
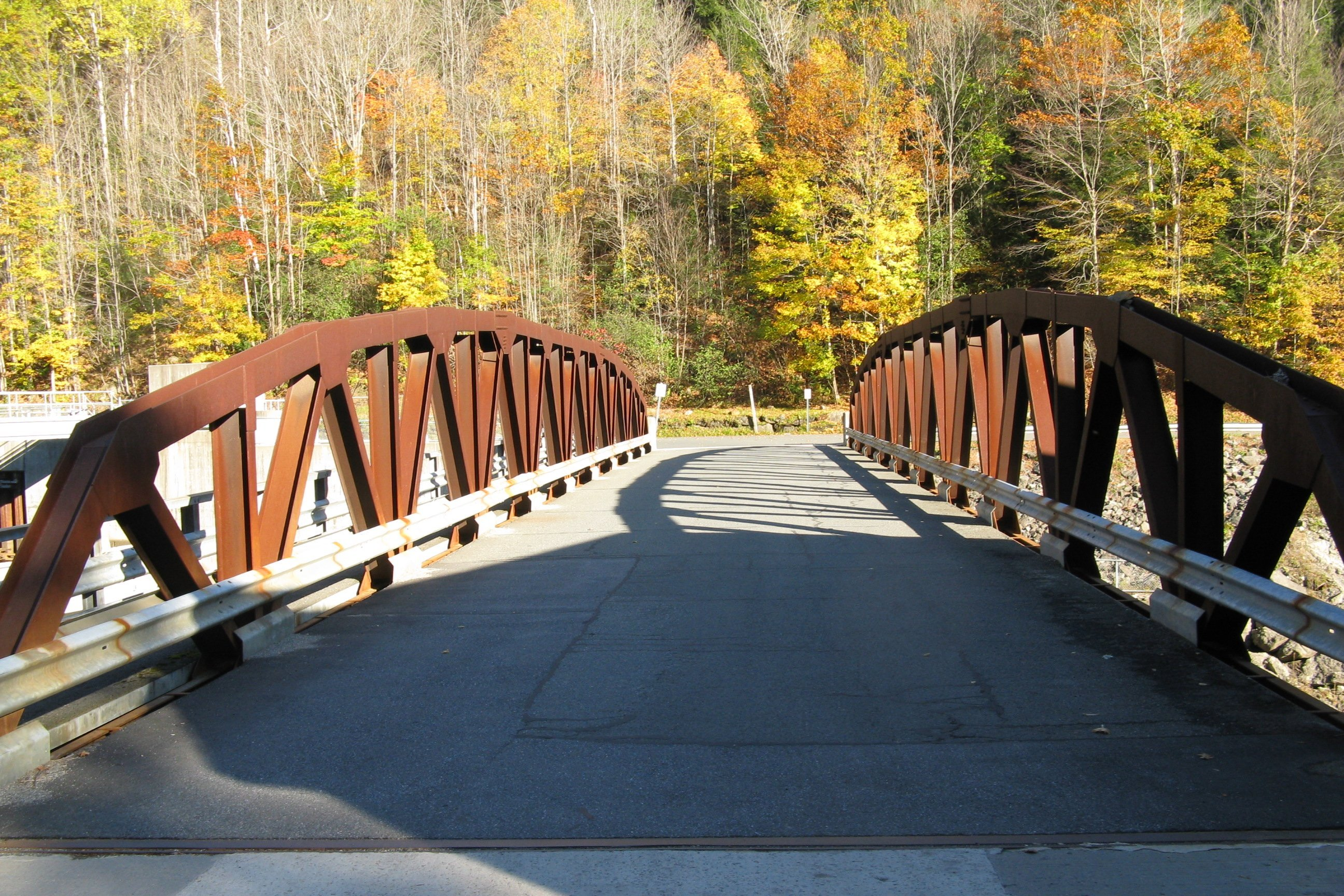
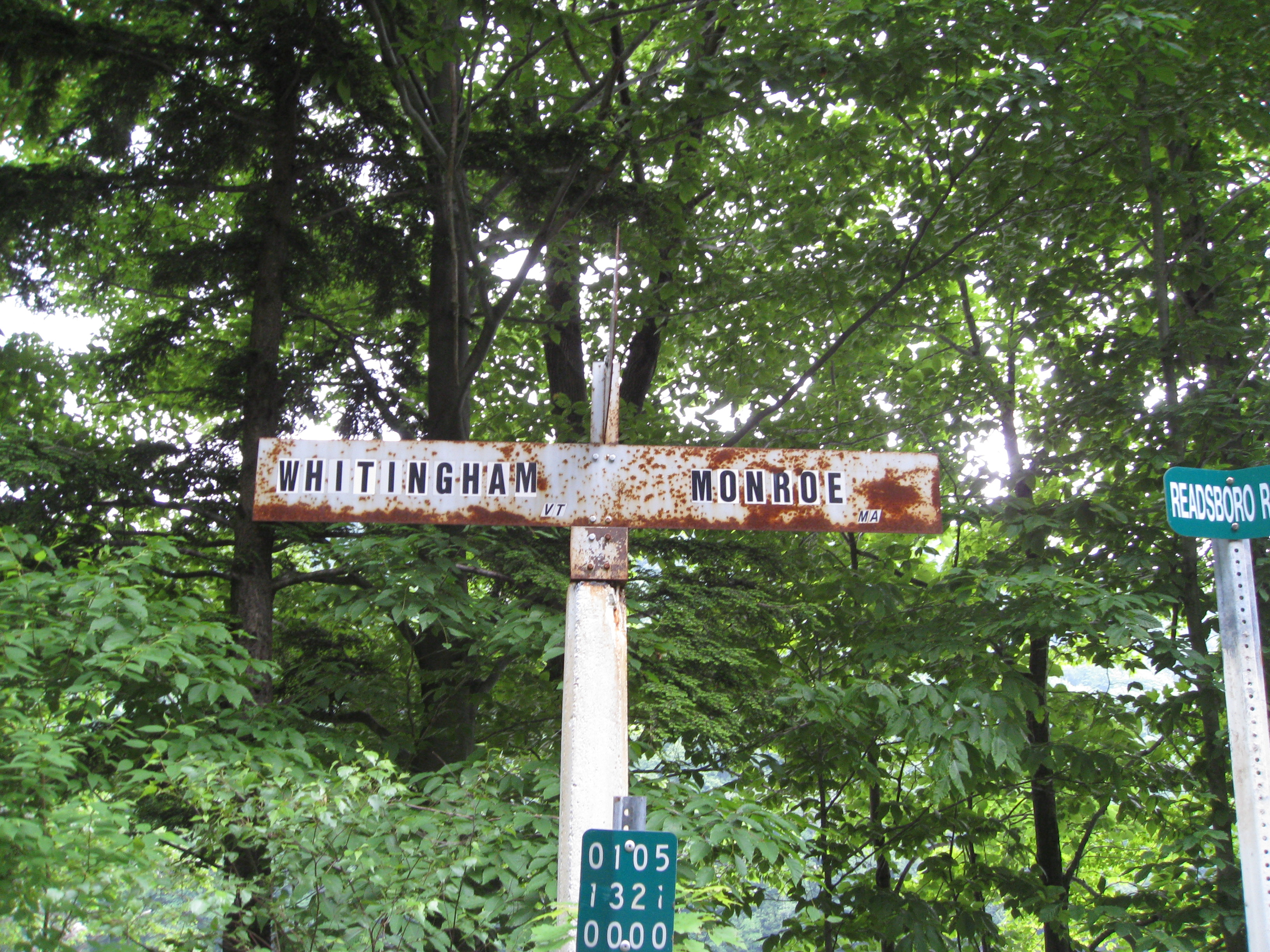
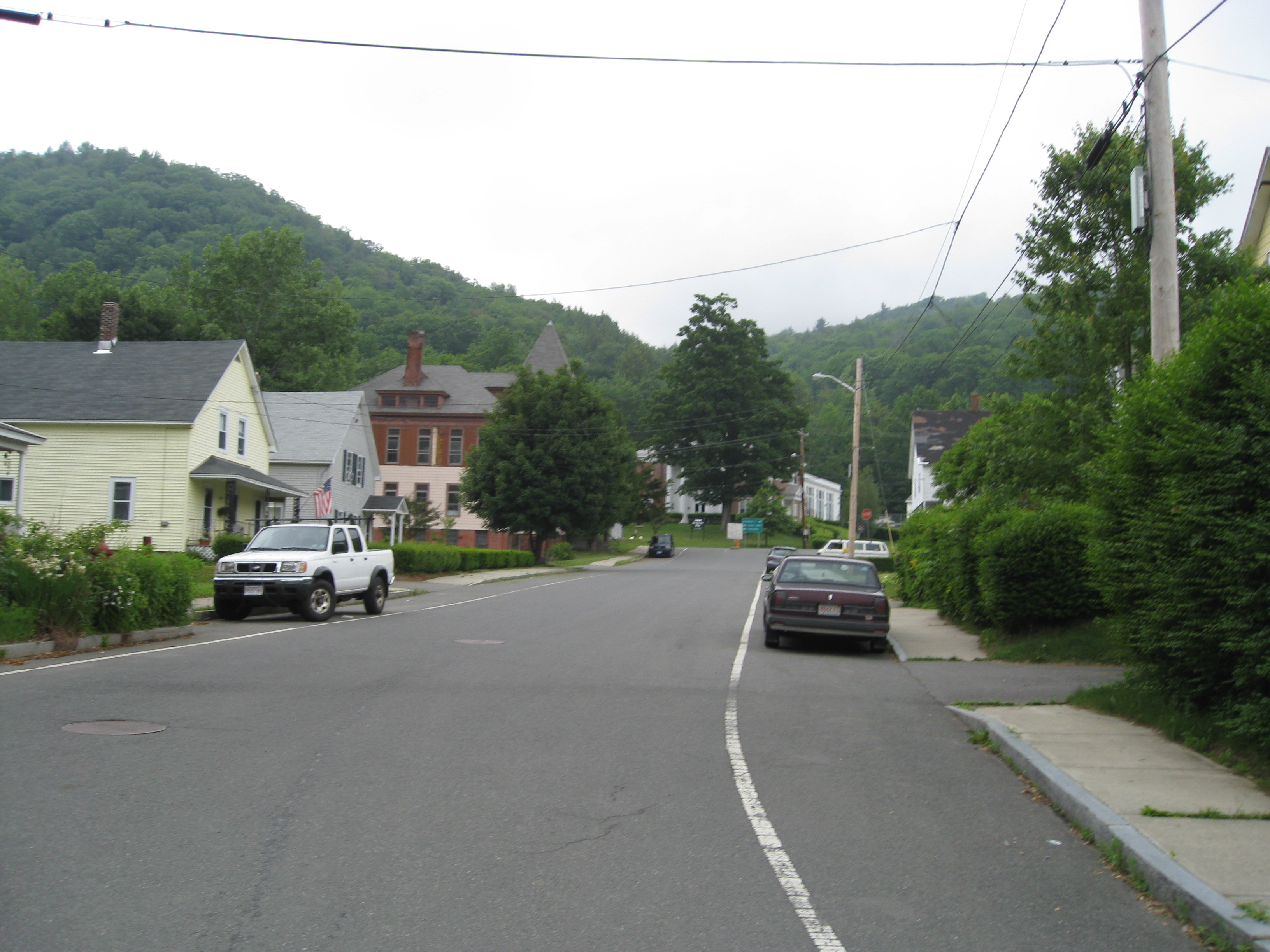